# アドニスの誕生

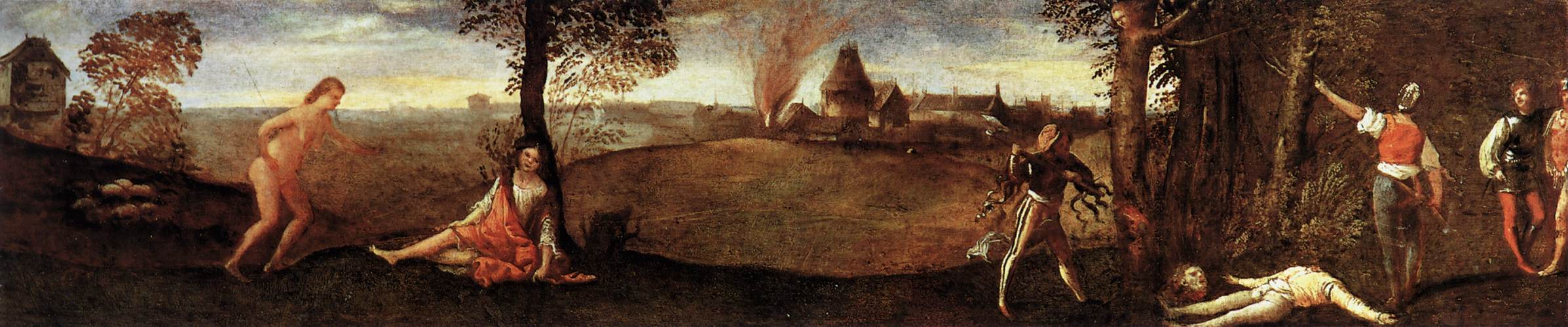
対作品『ポリュドロスの森』。パドヴァ市立博物館所蔵。

『アドニスの誕生』（アドニスのたんじょう、伊: La nascita di Adone, 英: The Birth of Adonis）は、イタリアのルネサンス期のヴェネツィア派の巨匠ティツィアーノ・ヴェチェッリオが1505年から1510年の間に制作した絵画である。油彩。ギリシア神話の愛と美の女神アプロディテ（ローマ神話のヴィーナス）とアドニスの物語を主題としている。婚礼用の家具カッソーネの板絵として制作された作品で、『ポリュドロスの森』（La Selva di Polidoro）の対作品。現在はどちらもパドヴァのパドヴァ市立博物館に所蔵されている。

## 主題
オウィディウスによると、アドニスはキプロス島の都市パフォスの王キニュラスとその娘ミュラの近親相姦の子として生まれた。一説によるとアドニスの母はアプロディテを崇拝しなかったために、この禁断の恋に襲われたという。ミュラは正体を隠して父親と関係を持ち、子を身ごもったが、正体が明らかになると逃亡し、9か月の間放浪した末に、自身を別の姿を変えてくれるよう神に願った。すると彼女は没薬の木に変身した。その後、変身したミュラは身重となり、出産の苦しみに身もだえたが、出産の女神エイレイテュイア（ルキナ）が現れ、幹に手を当てて安産のまじないを唱えた。すると木の幹が割れ、その中から美しい赤子が生まれた。この赤子は美しく、アプロディテとペルセポネ（プロセルピナ）から愛された。

## 作品
広大な牧歌的な風景の中央部分で、幼児のアドニスの誕生シーンが描かれている。王女ミュラは完全に樹木に変化している。場面を支配しているのはエイレイテュイアであり、アドニスは女神の導きで幹の割れ目から姿を現し、女神ほか3人の男女に発見されている。またその光景を少し離れた場所から鹿や兎といった野生の動物たちが見つめている。
画面の両側に描かれたシーンについては解釈が分かれている。おそらく神話物語の各場面が異時同図法的に描かれているのであって、画面左端に描かれている男女はパフォス王キニュラスおよび父と関係を持つ王女ミュラ、画面右端に1人で描かれている女性はアドニスの恋人ヴィーナスであり、画面左端から右端へと時間が流れている。別の解釈では、逆に画面右端に1人で描かれている女性が王女ミュラであり、画面左端に描かれている男女はヴィーナスとアドニスではないかという。
板絵はカッソーネに用いられたと考えられているが、スパッリエーラやフリーズに使用された可能性もある。
当初はジョルジョーネの作品とされていたが、20世紀初頭にはほとんど放棄され、ジョヴァンニ・カリアーニに帰属された。ティツィアーノの非常に初期の作品として帰属されたのは比較的最近のことで、1942年のアントニオ・モラッシのジョルジョーネに関するモノグラフによってであり、ロベルト・ロンギやロドルフォ・パッルッキーニなどのイタリアの美術史家に支持されたが、アメリカ合衆国とイギリスの美術史家のほとんどは否定している。例外はポール・ジョアニデスで、2001年にティツィアーノの帰属を支持し、おそらく1509年の制作であるとしている。

## 来歴
『アドニスの誕生』と『ポリュドロスの森』は、カルロ・リドルフィがジョルジョーネの作品として言及した、ヴェネツィアのヴィドマン宮殿（Palazzo Widmann）にあった家具の板絵と同一視されている。1864年にエモ・カポディリスタ伯爵（Conte Emo Capodilista）のコレクションとともにパドヴァ市立博物館に遺贈された。

## ギャラリー
ディテール

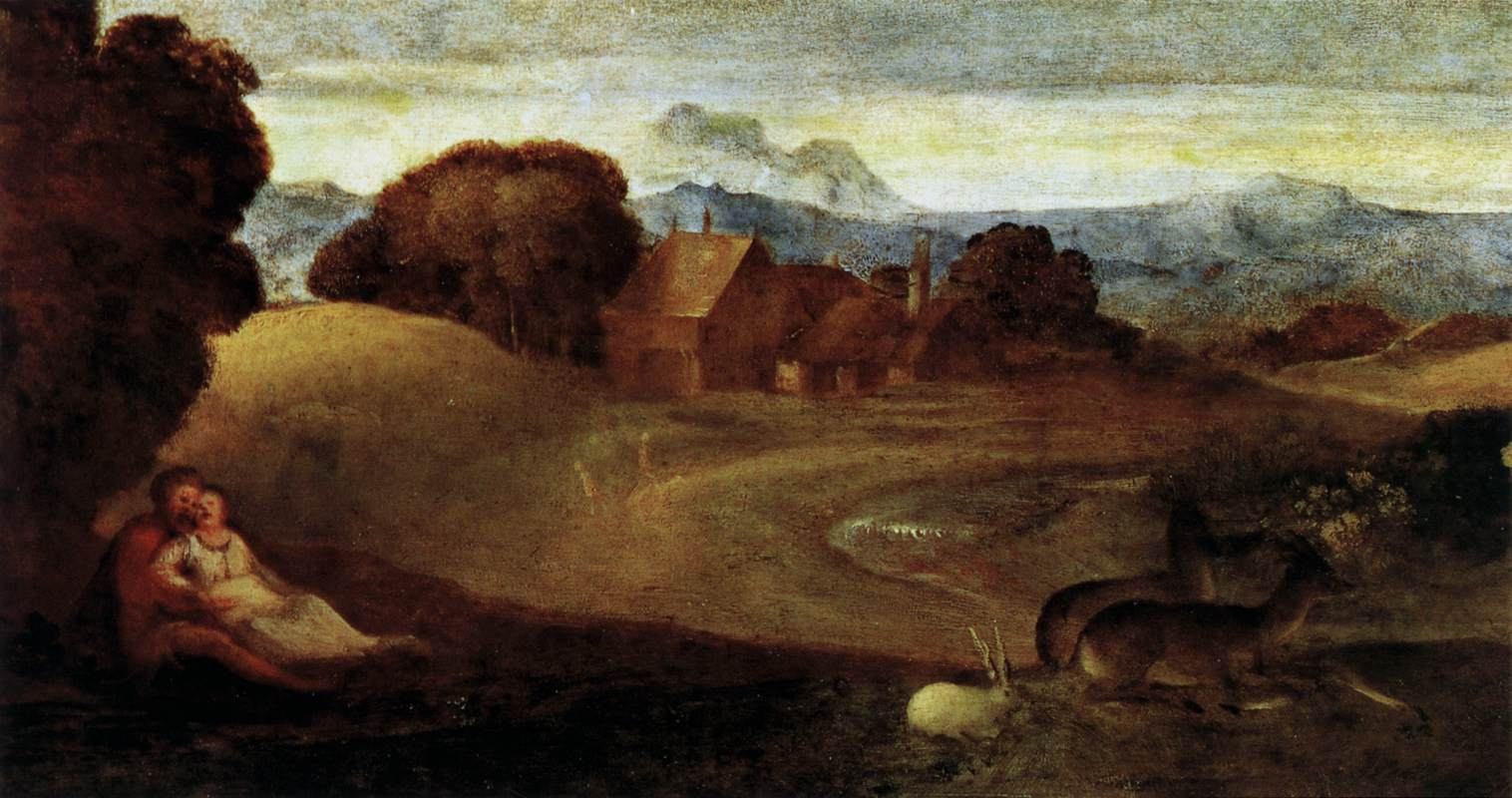
画面左
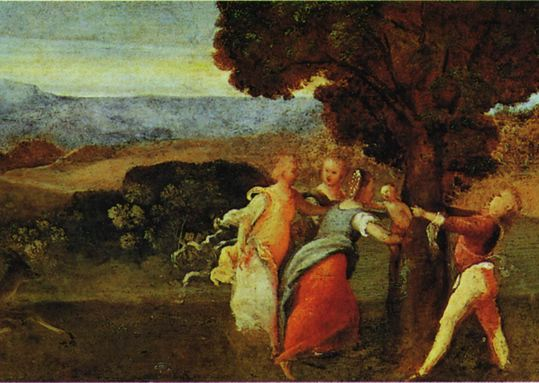
画面中央